# Столин
Сто́лин (бел. Сто́лін) — город в Брестской области Беларуси. Административный центр Столинского района. Находится в 7 км от железнодорожной станции Горынь (линия Лунинец — Сарны).
Численность населения — 14 034 человек (на 1 января 2025 года).

## География
Город Столин – центр района. Расположен на возвышенной террасе вдоль  небольшой речки Копанец (старое русло реки Горынь) до ее впадения в реку Горынь (приток Припяти). Столин  находится  за 245 км на восток от областного центра г. Бреста.

## Этимология
Название города происходит, скорее всего, от древнерусского «стольный» в значении «главная усадьба», «главное поселение» того или иного феодала. Однако формант -ин позволяет говорить, что в основе названия может лежать патроним.
Слово «стол» имеет соответствия в индоиранских языках со значением «земляная насыпь», «возвышение», «возвышенность». Поэтому название Столин также можно объяснить и как «город на возвышенном месте». Детинец Столина располагался на высоком обрывистом берегу Копанца — старицы реки Горынь.

## Геральдика

#### Герб
Герб утверждён решением Столинского районного исполнительного комитета от 27 ноября 1998 года № 786. Зарегистрирован в Гербовом матрикуле Республики Беларусь 25 декабря 1998 года № 33.

Герб

Герб: В голубом поле варяжского щита изображен серебряный аист с золотыми клювом, крыльями и ногами, обращенный вправо. В клюве золотая дубовая ветвь с желудями.
Работу по разработке герба возглавлял Столинский районный исполнительный комитет во главе с его председателем В. Л. Пашкевичем при активном участии в ней управделами исполкома А. Н. Колодия. Голубое поля щита повторяет цвет герба областного центра, Бреста и в условной форме передает особенность географического расположения города – на территории Полесского края, изобилующего озерами и реками.
Центральная фигура аиста в гербе подчеркивает не только богатство и разнообразное фауны птиц, обитающих в этом регионе, но имеет и более глубокий смысл. Эти птицы в античности считались символом любви детей к родителям, на востоке – долголетия. В северных странах их регулярные возвращения весной связывались с праздником воскресения. У восточных славян аисты, приносящие младенцев, служат символом любви и счастья.
Золотая дубовая ветвь в  клюве аиста, по мнению создателей герба, должна трактоваться как символ богатства и красоты природы, роста и развития города. Это вполне согласуется с принятым в международной эмблематике толкованием дуба, а также его корней, ветвей и плодов, как символами бессмертия и долговечности.

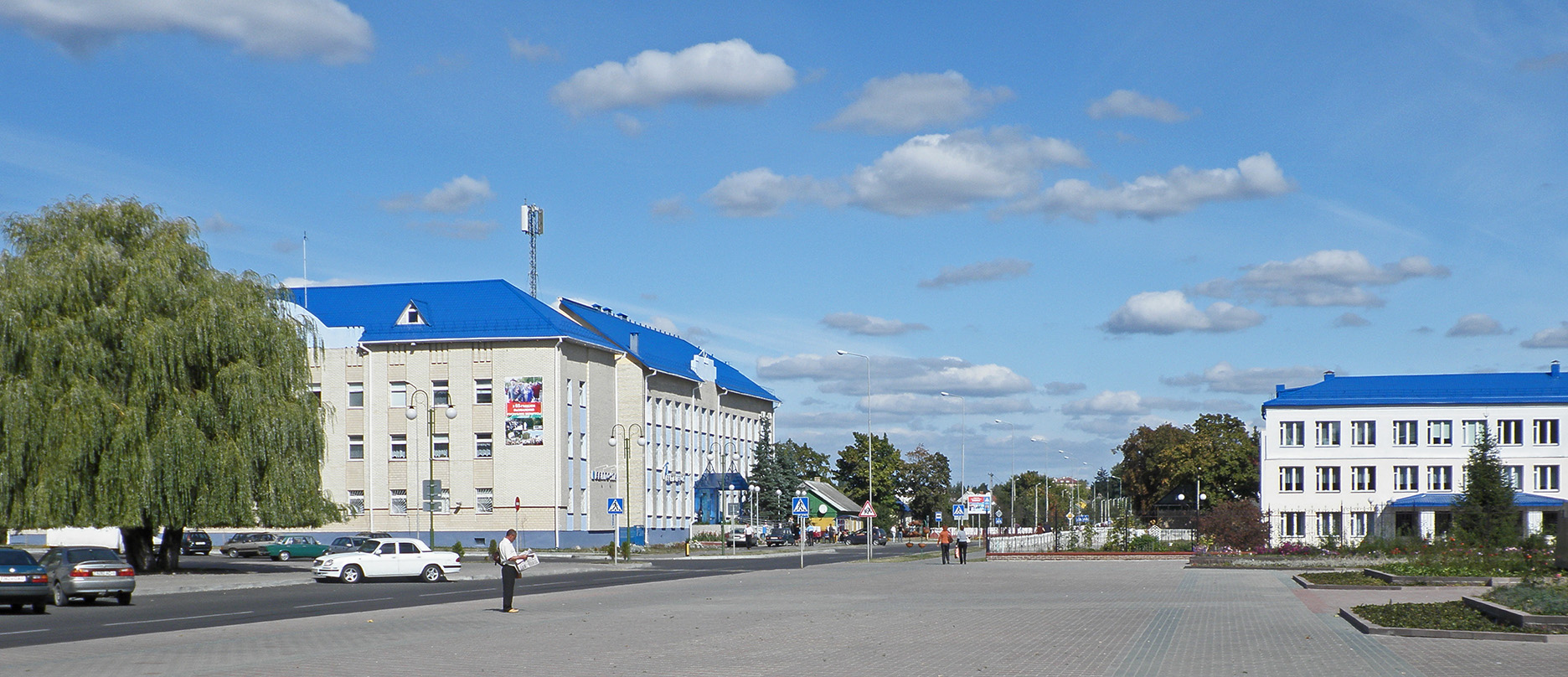
В центре города

Герб Столина и Положение о нем утверждены решением Столинского районного исполнительного комитета от 27 ноября 1998 года № 786. 
Европейские города, на гербах которых изображен аист, 28 апреля 2001 г. объединились в международную организацию ESCO. Среди инициаторов создания этой неправительственной структуры были города Шторков (Германия), Буск (Украина), Столин (Беларусь), Комаровце (Словакия), Лука-над-Йиглавой (Чехия), Стайцеле (Латвия). В 2002 году к ним присоединился город Рамигала (Литва).

#### Флаг
Решением Столинского районного совета депутатов №218 от 29.12.2021 был официально утвержден обновленный герб и флаг Столина и Столинского района

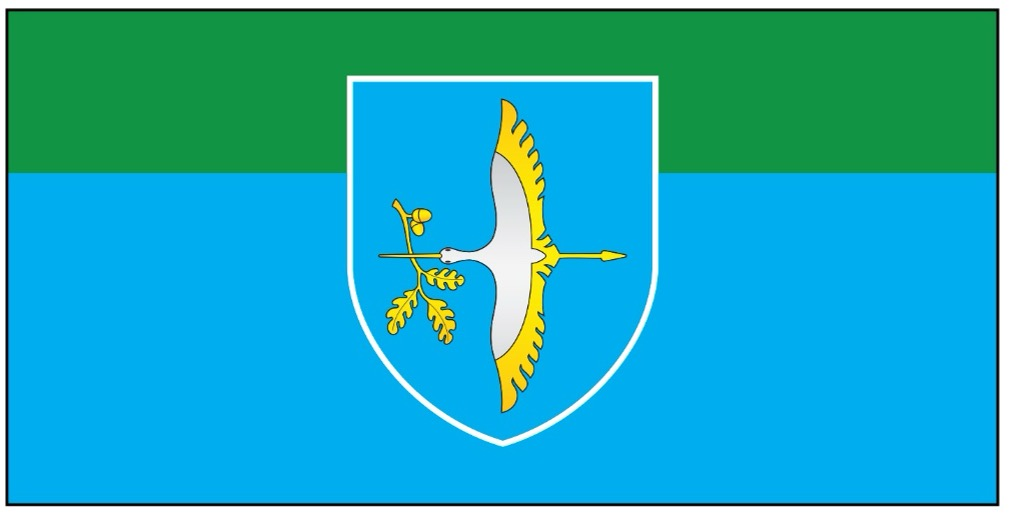
Флаг

## История

### Древний Столин
Как отмечают исследователи, Столин неоднократно упоминается в летописях «городов погорынских» (Ткачев М. А.) XII—XIII вв. Город возник на высоком левом береге реки Горынь. В средние века она изменила русло, отойдя в глубь поймы и оставив старицу, которую теперь называют Копанцем.
Ткачев М.А. выявил остатки древнего замчища на обрывистом берегу Копанца. Его площадка была повреждена при строительстве стадиона в районе современного парка Культуры и отдыха. Частично сохранились остатки оборонительного рва с западной стороны, а также на данном участке был выявлен культурный пласт с материалами XII-XIII вв.

### В составе Великого княжества Литовского (XIV в. — 1793)
Первое письменное упоминание о Столине (селе Стольно) содержится в «Писцовой книге княжеств Пинского и Клецкого» и датируется 1555 годом. В XVI-XVIII веках Столин имел статус местечка и входил в состав Пинского повета Берестейского воеводства. Имение принадлежало Соломерецким, Вишневецким, Поцеям, Солтанам, Скирмунтам и др. Здесь был деревянный замок. 
С началом войны между Московским государством и Речью Посполитой (1654-1667), 20 сентября 1655 г. казаки И. Золатаренко и князь Д. Волконский был схвачен и сожжен в Столине. При освобождении Погорынья войсками Великого княжества Литовского на подступах к городу произошло неудачное сражение. Из-за этих событий замок пришел в упадок.
С 1791 г. входил в состав Пинско-Заречного повета Берестейского воеводства, а в 1792 г. стал центром Запинского повета.

### В составе Российской империи (1793—1917)
После второго раздела Речи Посполитой (1793) оказался в составе Российской империи как местечко Пинского уезда Минской губернии. 

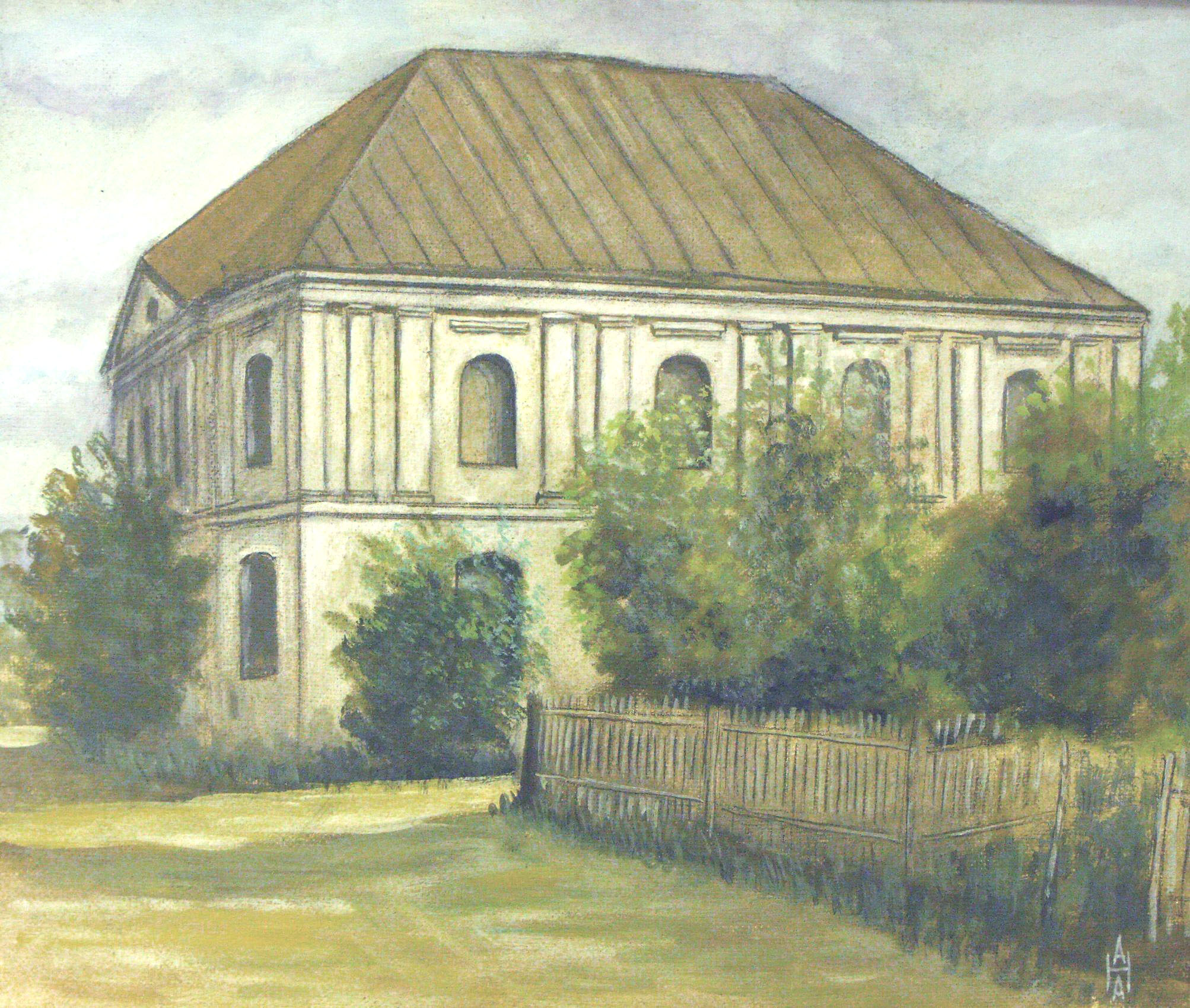
Главная (Большая/Белая) синагога в г. Столине

В 1792 году в Столине была построена кирпичная синагога (памятник архитектуры классицизма). В 1815 году в городе была построена новая каменная церковь, освященная в 1846 году под титулом Святой Троицы, благодаря пожертвованиям местных жителей и столинского дворянина Каэтана Корженевского. В 1816 году в Столине была открыта первая в Беларуси школа взаимного обучения, где изучались основы агрономии. В 1827 году кирпичная синагога пострадала от пожара. В 1863 году начала действовать земская народная школа. В 1886 году в городе насчитывался 121 двор (по результатам переписи 1897 г. — 250 дворов); функционировали церковь, синагога, 4 еврейских молитвенных дома, часовня; имелись волостная управа, земское народное училище, конная почта, винокуренные и чайные заводы, постоялый двор, 20 лавок; население занималось земледелием и скотоводством, рыболовством, лесозаготовками. В 1912 году была открыта первая больница. В 1915 году из захваченного немцами Пинска в Столин переехала уездная администрация.

### В составе Польской Республики (1921—1939)
В 1921—1939 получил статус города в Межвоенной Польше, являлся центром Столинского повета Полесского воеводства.

### В составе БССР
Во время немецко-фашистской оккупации 1941—1944 гг. в Столине было создано гетто. Жители Столина пострадали в ходе массового преследования и уничтожения евреев со стороны германской администрации. Город был освобожден войсками Красной армии 6 июля 1944 г. 
Одна из историй, произошедших в Столине во время оккупации, описана в рассказе Ю. Б. Марголина «Галя».

### В составе Республики Беларусь
20 октября 1995 года административные единицы Столинский район и город Столин, имеющие общий административный центр, объединены в одну административную единицу — Столинский район.

## Население
Численность населения — 14 034 человек (на 1 января 2025 года).
| Численность населения: |
| График не отображается по техническим причинам. Чтобы исправить это, воспроизведите график в новом формате, если это возможно. |

| год       | 1897  | 1931  | 1959  | 1970  | 1979  | 1989   | 2001   | 2011   | 2018   | 2020   | 2021   | 2022   | 2023     | 2024     | 2025    | 2026 |
| --------- | ----- | ----- | ----- | ----- | ----- | ------ | ------ | ------ | ------ | ------ | ------ | ------ | -------- | -------- | ------- | ---- |
| население | 3 300 | 6 328 | 5 800 | 7 068 | 8 718 | 10 486 | 12 411 | 12 278 | 13 460 | 12 964 | 13 038 | 13 290 | ▲ 13 550 | ▲ 13 785 | ▲14 034 |      |

| Национальный состав по переписи 1959 года | Национальный состав по переписи 1959 года | Национальный состав по переписи 1959 года | Национальный состав по переписи 1959 года | Национальный состав по переписи 1959 года | Национальный состав по переписи 1959 года | Национальный состав по переписи 1959 года | Национальный состав по переписи 1959 года | Национальный состав по переписи 1959 года | Национальный состав по переписи 1959 года | Национальный состав по переписи 1959 года |
| Всего (1959)                              | белорусы                                  | белорусы                                  | русские                                   | русские                                   | украинцы                                  | украинцы                                  | поляки                                    | поляки                                    | евреи                                     | евреи                                     |
| ----------------------------------------- | ----------------------------------------- | ----------------------------------------- | ----------------------------------------- | ----------------------------------------- | ----------------------------------------- | ----------------------------------------- | ----------------------------------------- | ----------------------------------------- | ----------------------------------------- | ----------------------------------------- |
| 5793                                      | 5046                                      | 87,11%                                    | 501                                       | 8,64%                                     | 155                                       | 2,68%                                     | 56                                        | 0,97%                                     | 17                                        | 0,3%                                      |
| Национальный состав по переписи 2009 года |                                           |                                           |                                           |                                           |                                           |                                           |                                           |                                           |                                           |                                           |
| Всего (2009)                              | белорусы                                  | белорусы                                  | русские                                   | русские                                   | украинцы                                  | украинцы                                  | поляки                                    | поляки                                    | азербайджанцы                             | азербайджанцы                             |
| 12 462                                    | 11 882                                    | 96,02%                                    | 285                                       | 2,3%                                      | 164                                       | 1,33%                                     | 20                                        | 0,16%                                     | 7                                         | 0,06%                                     |

В 2017 году в Столине родилось 135 и умерло 106 человек. Коэффициент рождаемости — 10,1 на 1000 человек (средний показатель по району — 13,4, по Брестской области — 11,8, по Республике Беларусь — 10,8), коэффициент смертности — 7,9 на 1000 человек (средний показатель по району — 14,9, по Брестской области — 12,8, по Республике Беларусь — 12,6).

## Экономика
- Филиал ОАО Савушкин Продукт (производит твёрдые сыры)
- Столинский хлебозавод — филиал ОАО «Берестейский пекарь»
- Филиал Столинского РайПО «Столинзаготпромторг»
- КУПП «Столинская типография»[25]

## Образование
В системе образования Столинского района представлены учреждения: Столинский государственный аграрно-экономический колледж, Столинский государственный аграрный колледж, Столинская государственная гимназия, 3 средних школ, 2 дошкольных учреждения, 2 центра детского творчества, районный центр туризма и краеведения детей и молодёжи, социально-педагогический центр Столинского района, центр коррекционно-развивающего обучения и реабилитации.

## Спорт
В городе располагается спортивно-оздоровительный центр «Аквамарин», который открылся в октябре 2013 года.
Для занятий физической культурой и спортом в районе имеется 291 физкультурно-спортивное сооружение (52 спортивных зала, 156 плоскостных спортивных площадок, 57 спортивных ядер), из них 199 в сельских населенных пунктах.
Функционируют: 2 физкультурно-оздоровительных комплекса (г. Столин и аг. Ольшаны) и физкультурно-спортивный комплекс с плавательным бассейном «Аквамарин» в г. Столине.
Подготовку спортивного резерва осуществляют 3 учебно-спортивных учреждения (ДЮСШ), из которых: Министерства спорта и туризма – 2 (г.Столин и г.Давид-Городок), Федерации профсоюзов Беларуси – 1 (аг. Бережное).
В ДЮСШ работают отделения по 8 видам спорта: баскетбол, борьба вольная, волейбол, Гребля на байдарках и каноэ, дзюдо, легкая атлетика, футбол и плавание.
Работу со спортсменами-учащимися в учебно-спортивных учреждениях проводят 57 тренеров-преподавателей, из которых 36 штатных, в том числе в сельской местности 31.
Для занятий физкультурой сельской молодежи в осенне-зимний период времени, по согласованию с отделом образования, спорта и туризма, администрациями школ предоставляются на безвозмездной основе спортивные залы общеобразовательных школ. Для данной категории населения на постоянной основе проводятся: турниры и чемпионаты района по волейболу, футболу, баскетболу, мини-футболу, настольному теннису, шахматам, шашкам, так в чемпионате района по баскетболу и футболу принимает участие 8 команд, волейболу 10, мини – футболу16.
Всего в районе привлечено к занятиям физической культурой по месту работы, учебы, жительства, секциях, оздоровительных группах, клубам по спортивным интересам более шестнадцати тысяч человек, из них более девяти тысяч  в сельской местности.

## Культура

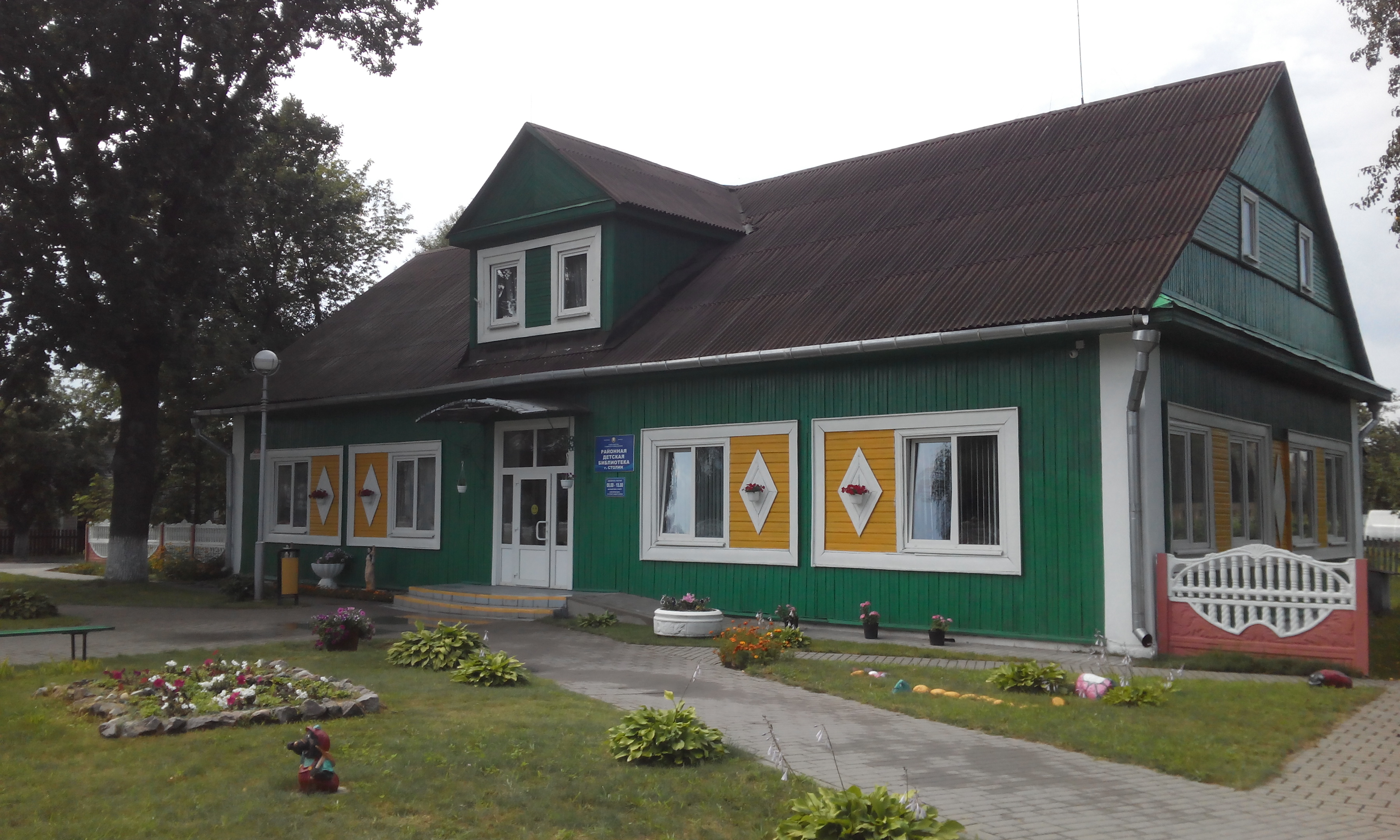
Детская библиотека

В городе расположен Столинский районный краеведческий музей. 
Филиалы музея:
- Музей-усадьба гончара (расположен в д. Городная)[30]

- Давид-Городокский музей истории города (расположен в г. Давид-Городок)[31]
- Речицкий музей народной славы (расположен в р. п. Речица)[32]

## События и мероприятия
- В 1996 году прошёл республиканский фестиваль "Дажынкi".
- 3-4 июня 2022 года прошёл спортивно-культурный фестиваль "Вытокі. Крок да Алімпу".
- 25-26 августа 2023 года XVII Республиканский экологический форум. В рамках XVII Республиканского экологического форума 25 августа 2023 года в парке Столина заложена дубово-липовая аллея.

## Достопримечательности
- Винокурня

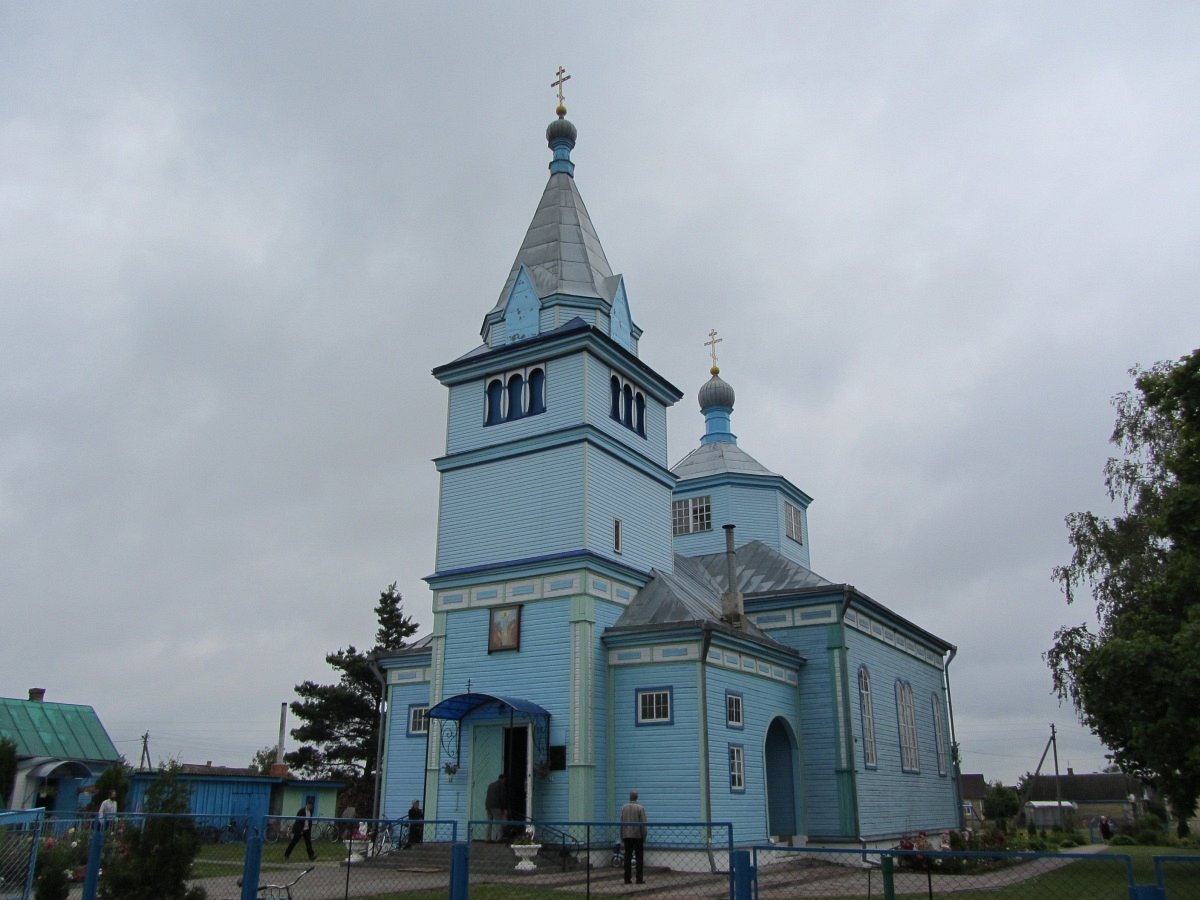
Церковь Вознесения Господня

- Исторические здания (конец ХІХ — начало XX вв.)
- К северо-востоку от Столина находится славянское Хотомельское городище
- Здание бывшей синагоги —  Историко-культурная ценность Республики Беларусь, шифр 112Г000662
- Церковь Вознесения Господня (1938)
- Парк «Маньковичи»

### Памятник, скульптура
- Памятник В. И. Ленину
- Валун с городским гербом
- Памятник освободителям города
- Памятник, посвящённый освобождению Столина от немецко-фашистских захватчиков
- Памятник кинопроектору (установлен около кинотеатра)
- Памятник БРДМ-2, установленный при входе парка «Маньковичи»

### Памятник природы, заказник
- Парк «Маньковичи». В усадебном парке находится краеведческий музей. В нём действует 4 экспозиции: археологическая, историческая, этнографическая, природная. Возле здания музея сложены камни с древними петроглифами, найденные под алтарной частью бывшего столинского костёла Рождества Богородицы.

- Пихты кавказские — ботанический памятник природы

### Утраченное наследие
- Костел Рождества Пресвятой Девы Марии (1811)
- Дворец Радзивиллов (XIX в.)
- Церковь Пречистой Богородицы (1823)

## Галерея

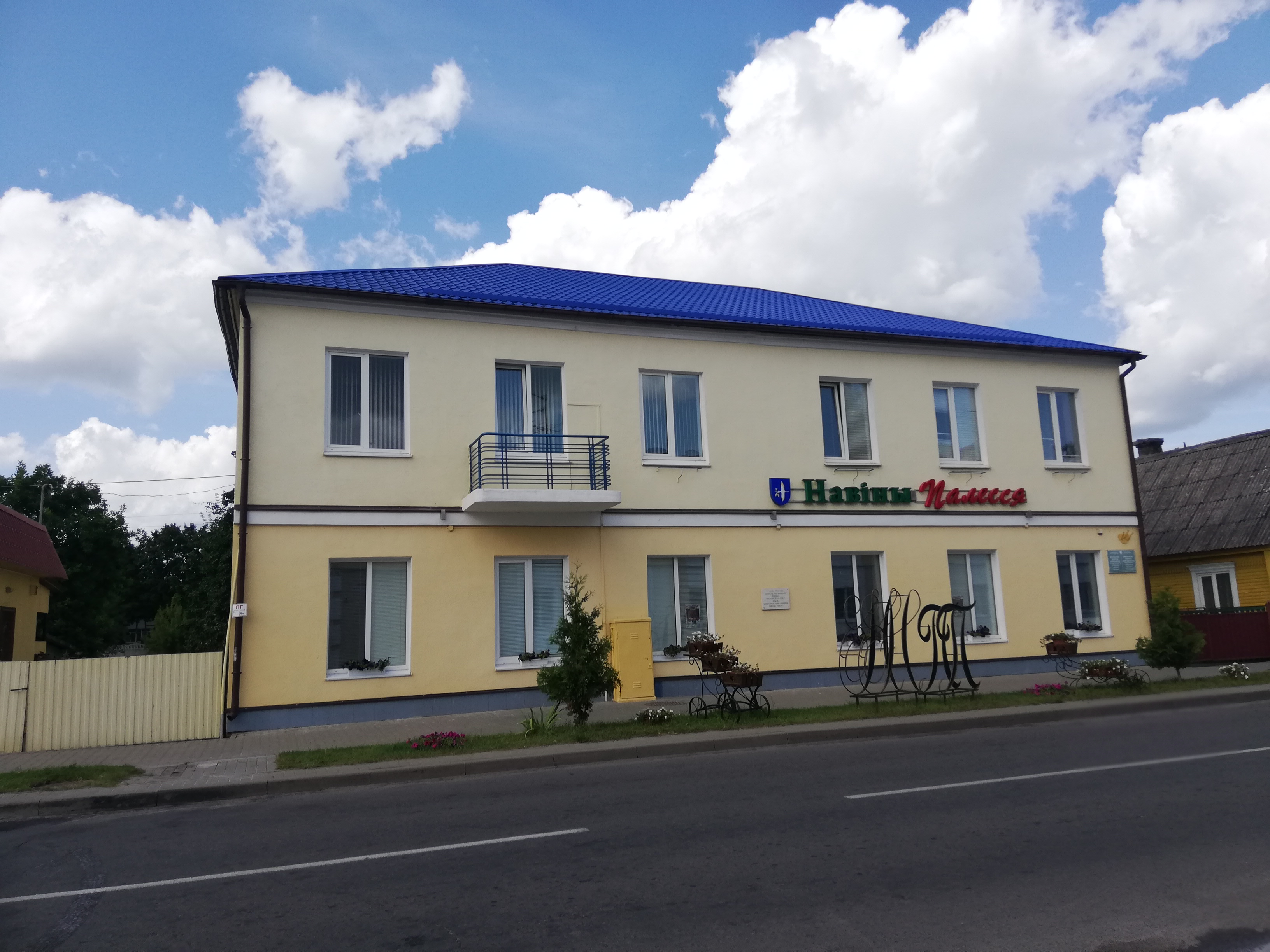
Редакция газеты «Навіны Палесся»
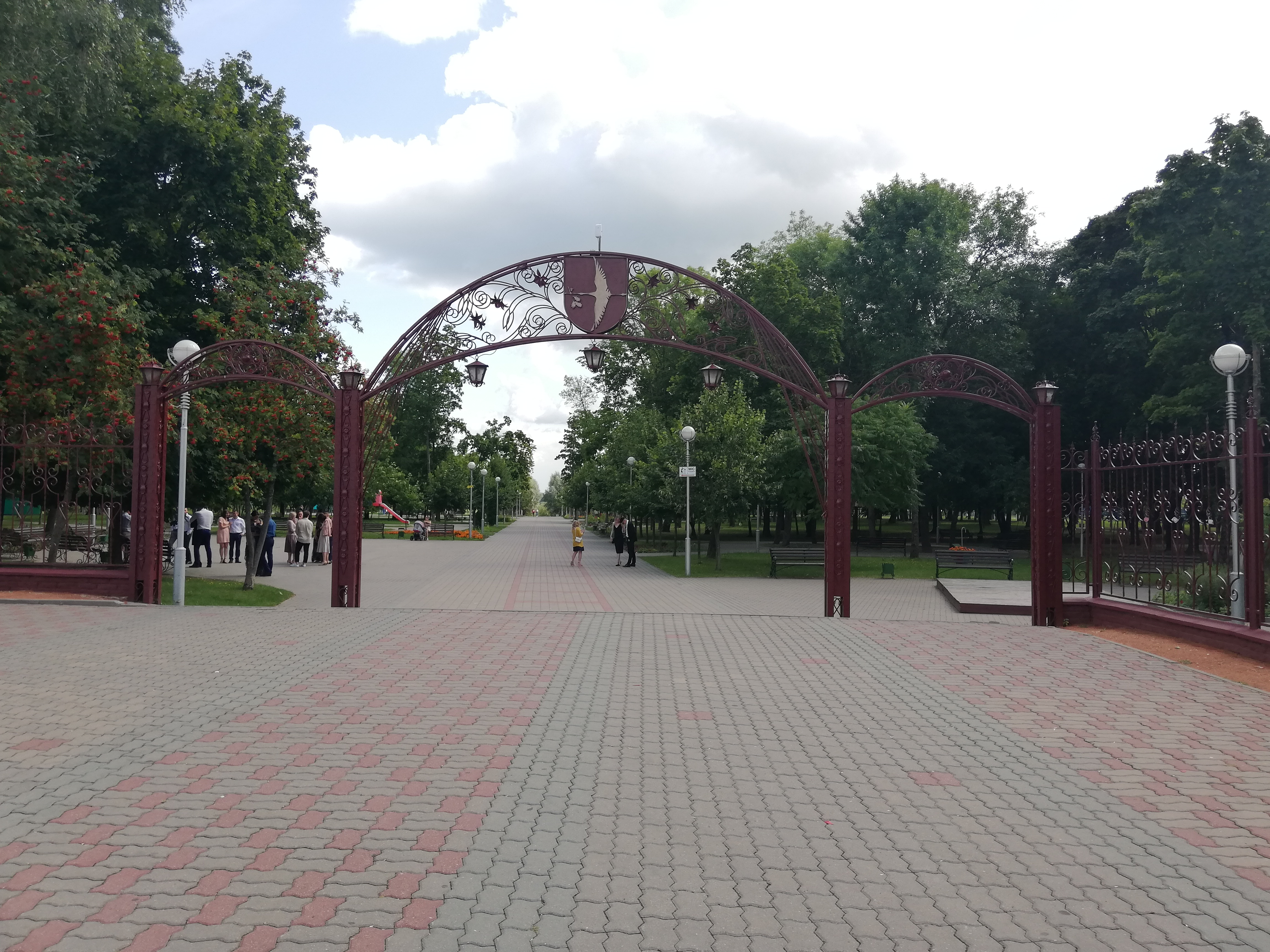
Вход в парк
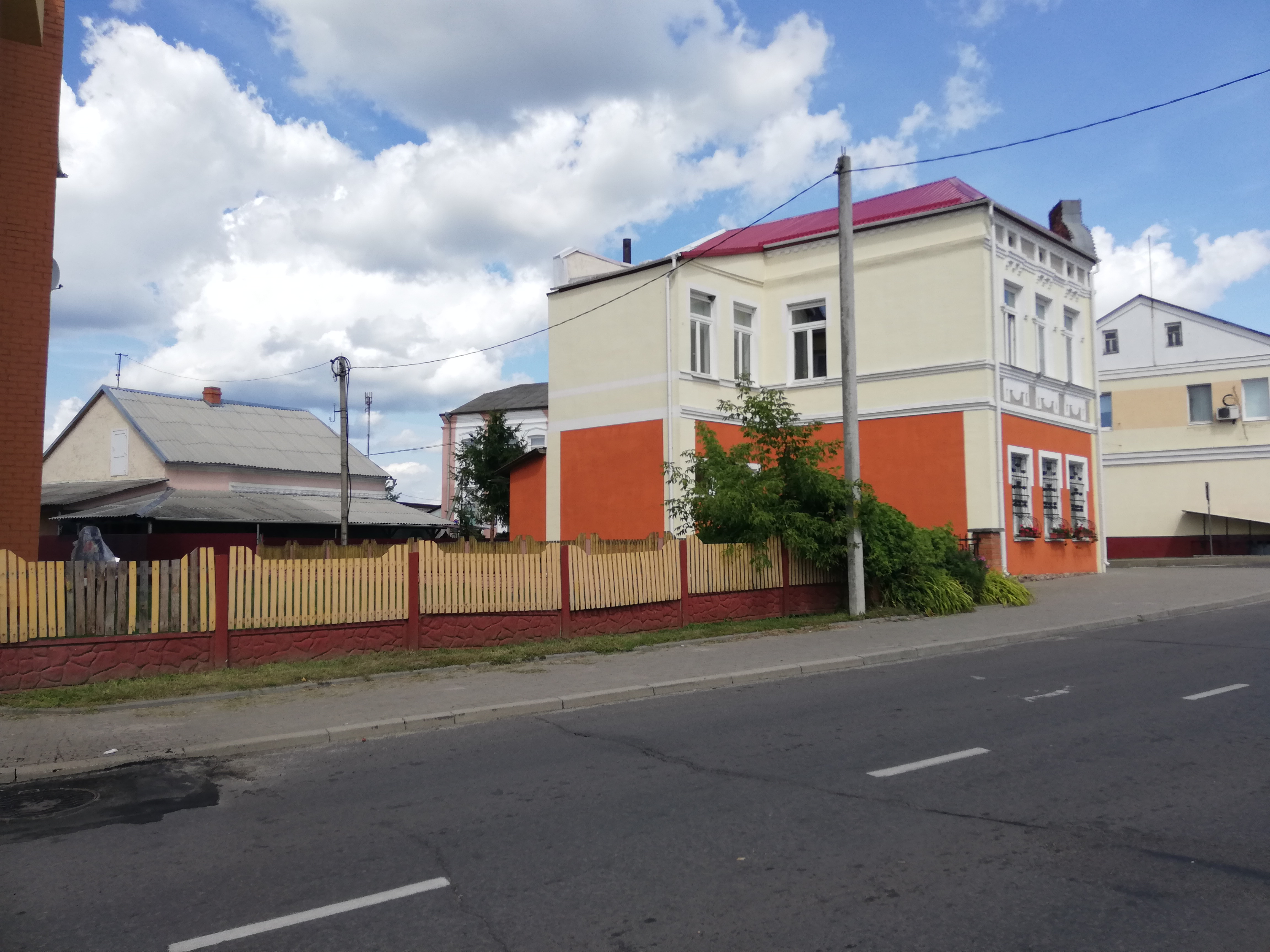
Улица Горынская
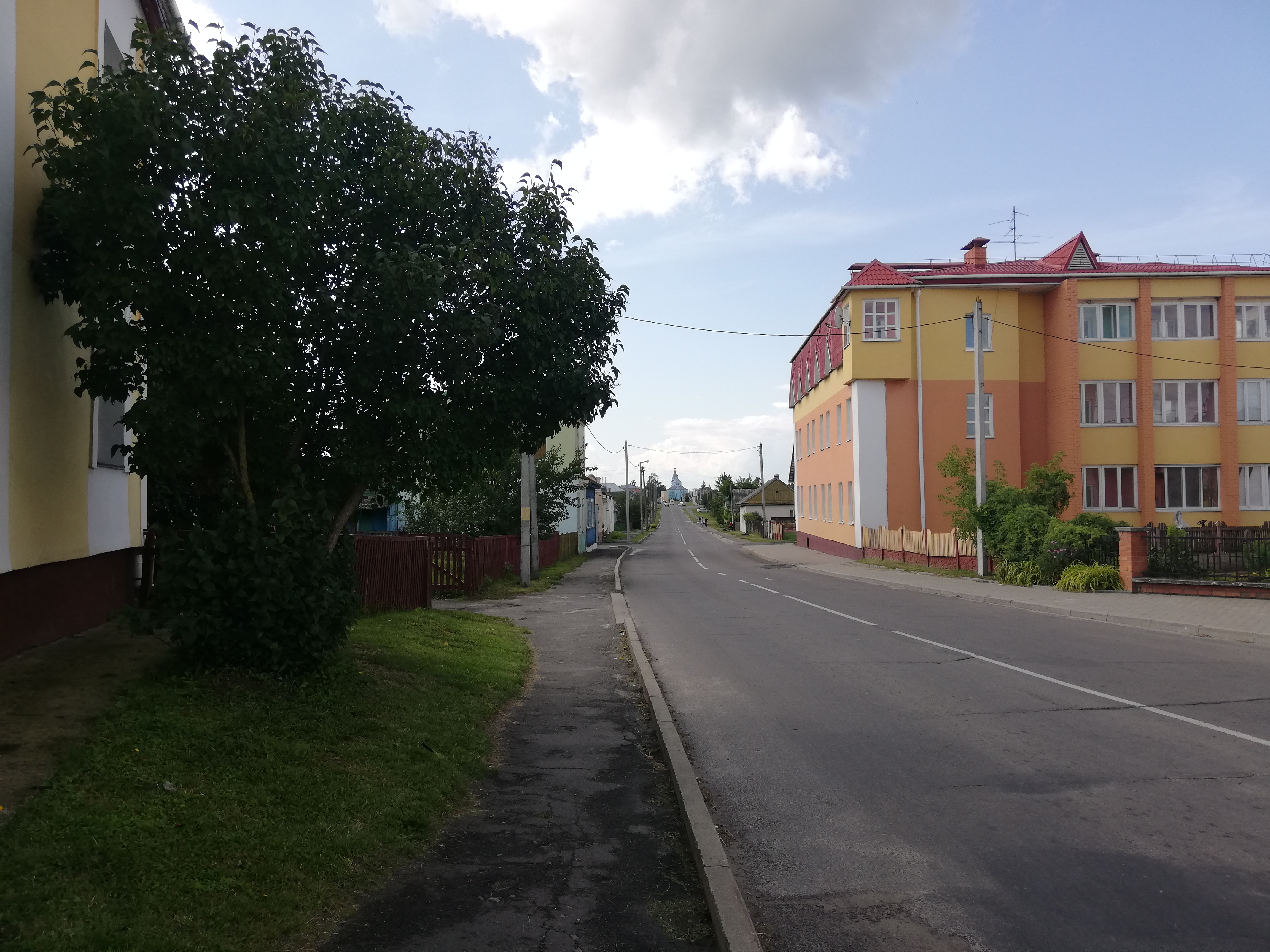
Улица Горынская
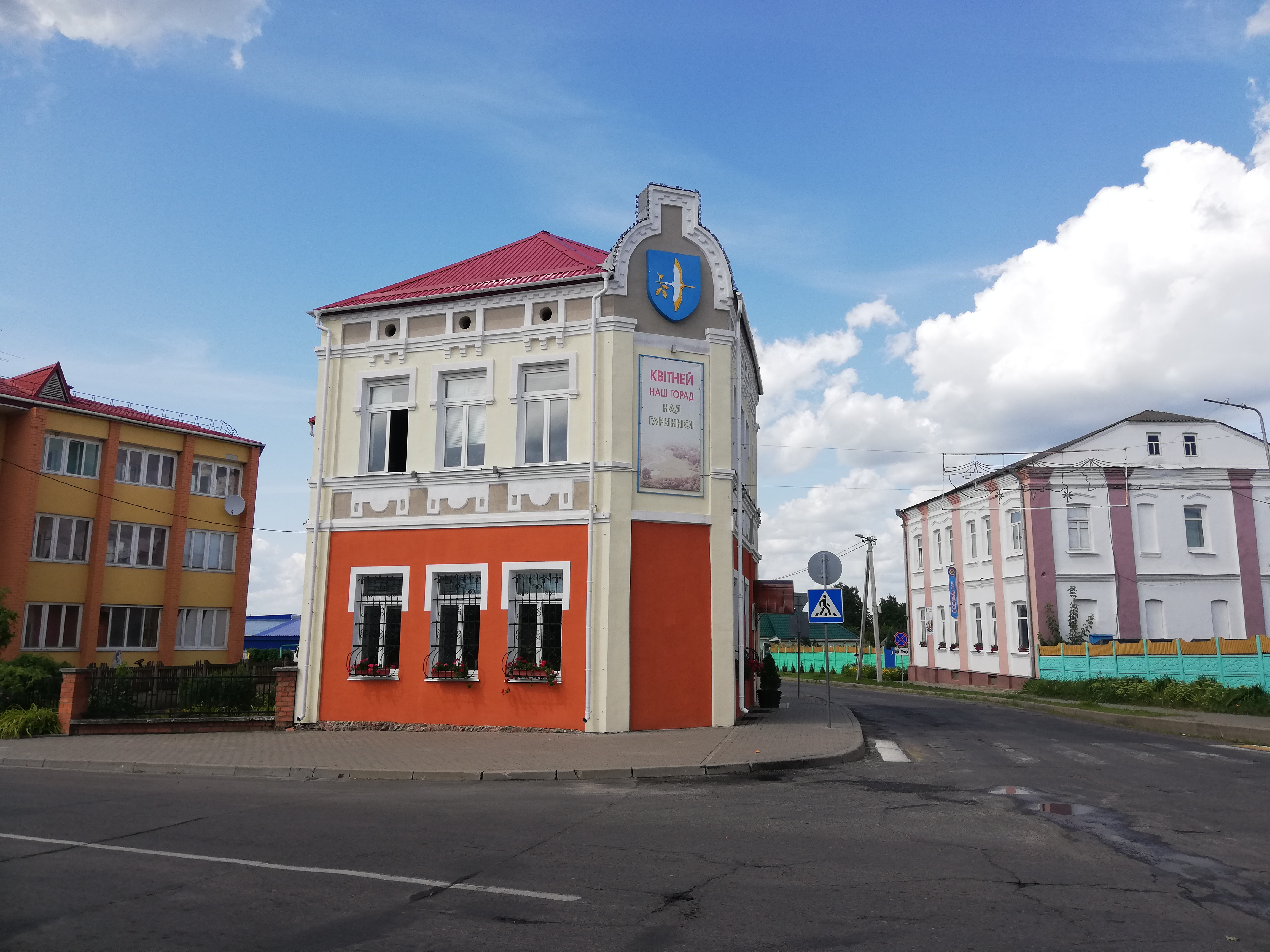
Исторический центр Столина, угол Горынской и Пинской улиц
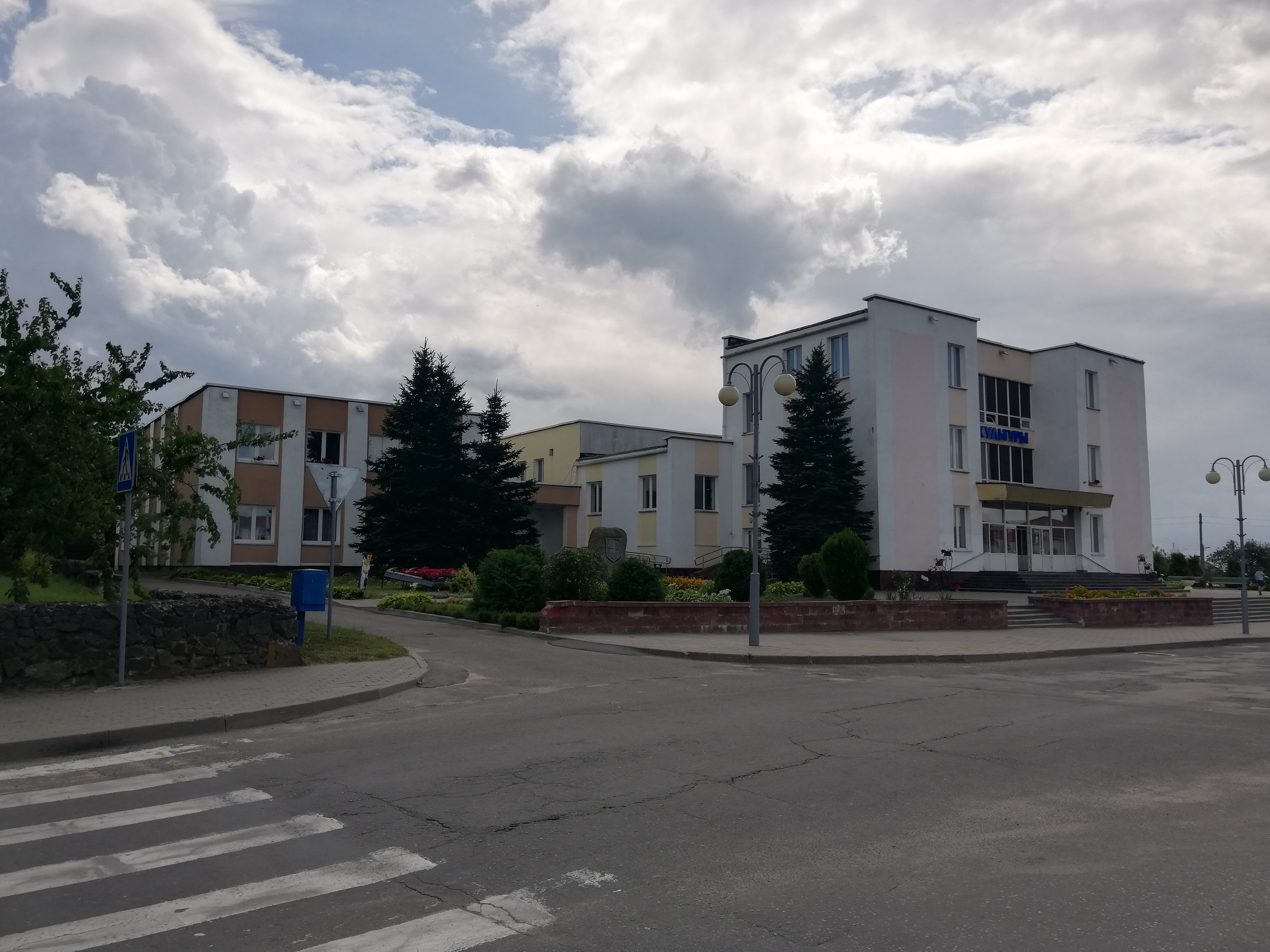
Дом культуры
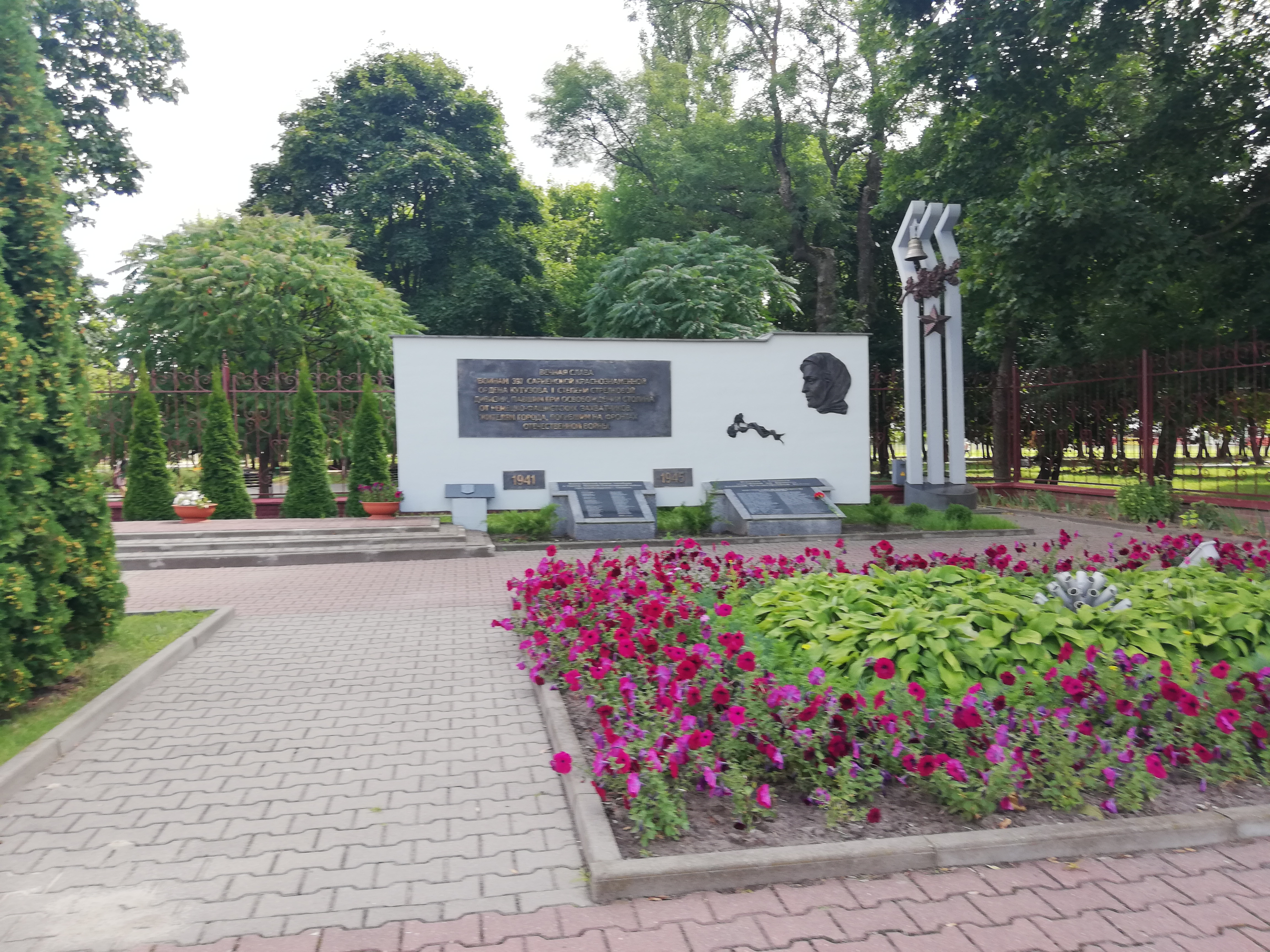
Памятник освободителям города
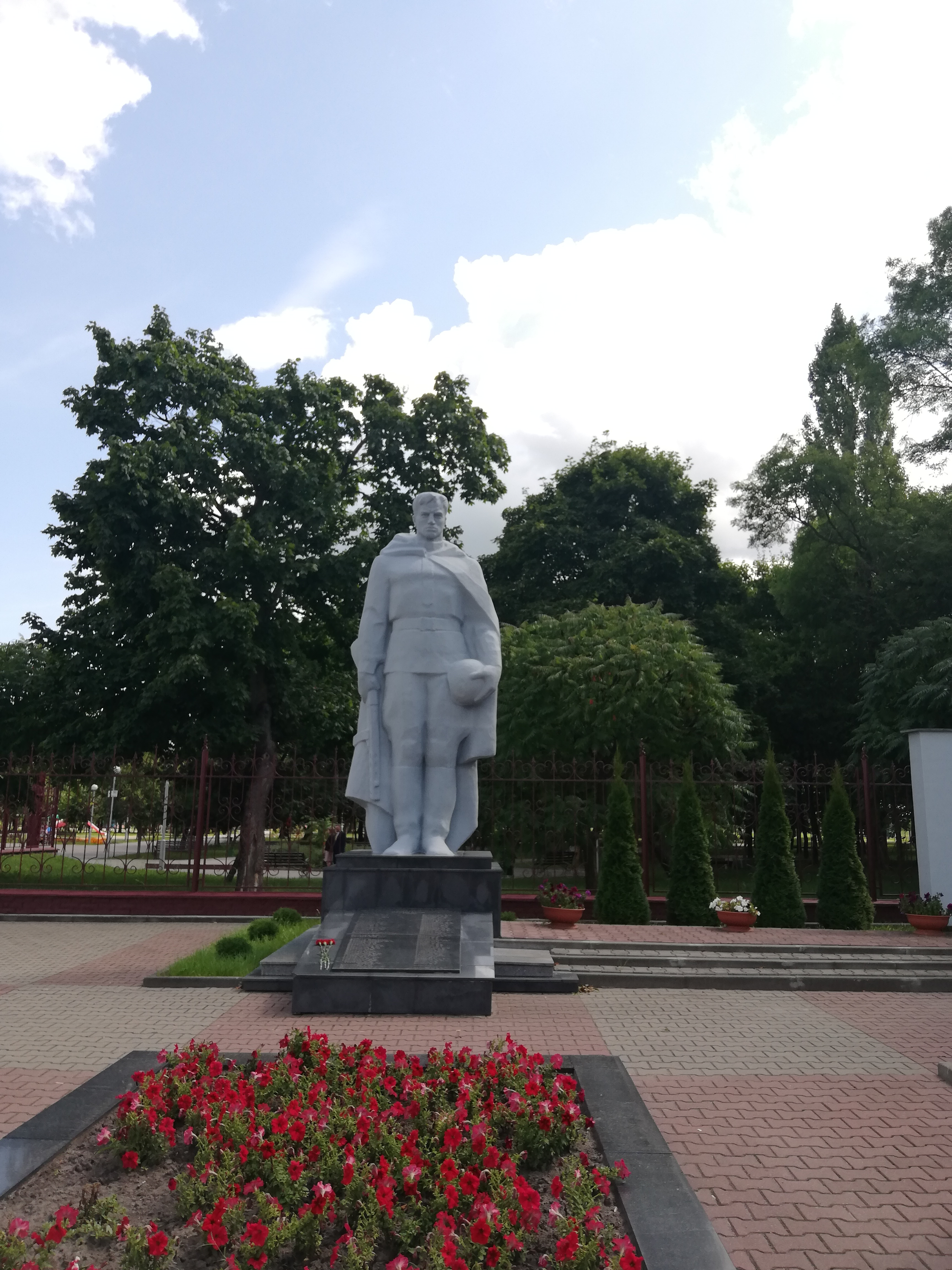
Памятник освободителям города
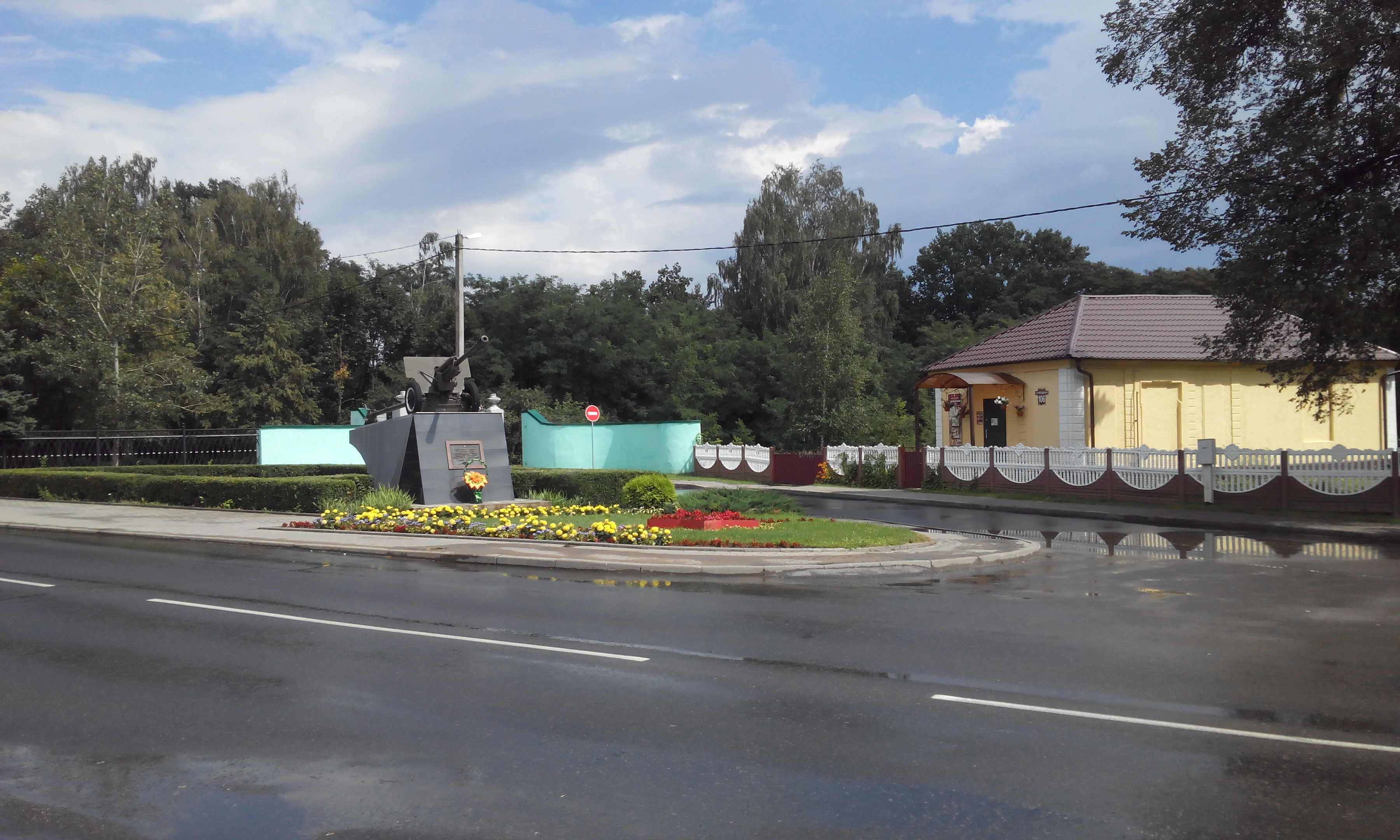
Памятник, посвящённый освобождению Столина от немецко-фашистских захватчиков
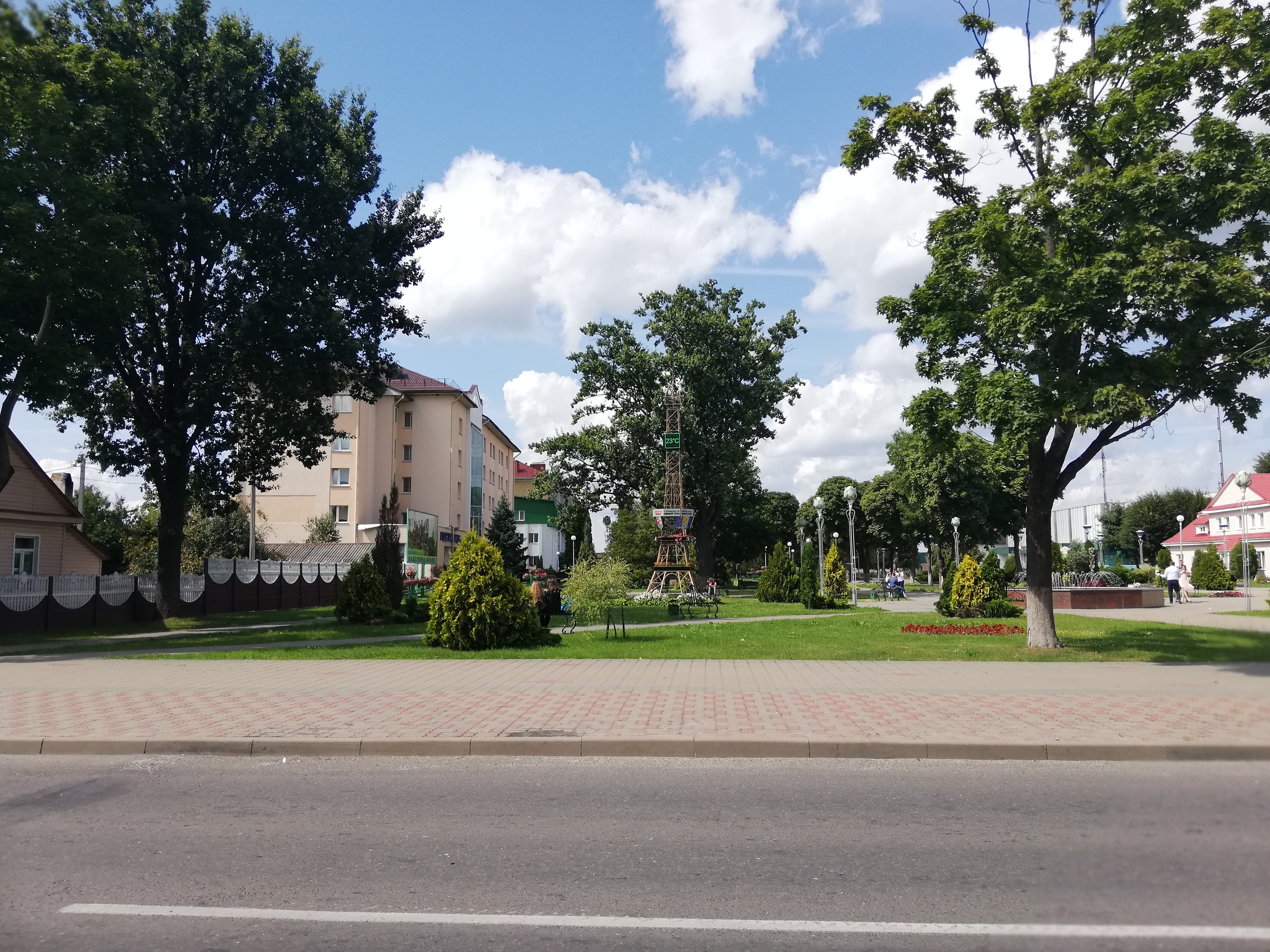
Около площади Ленина
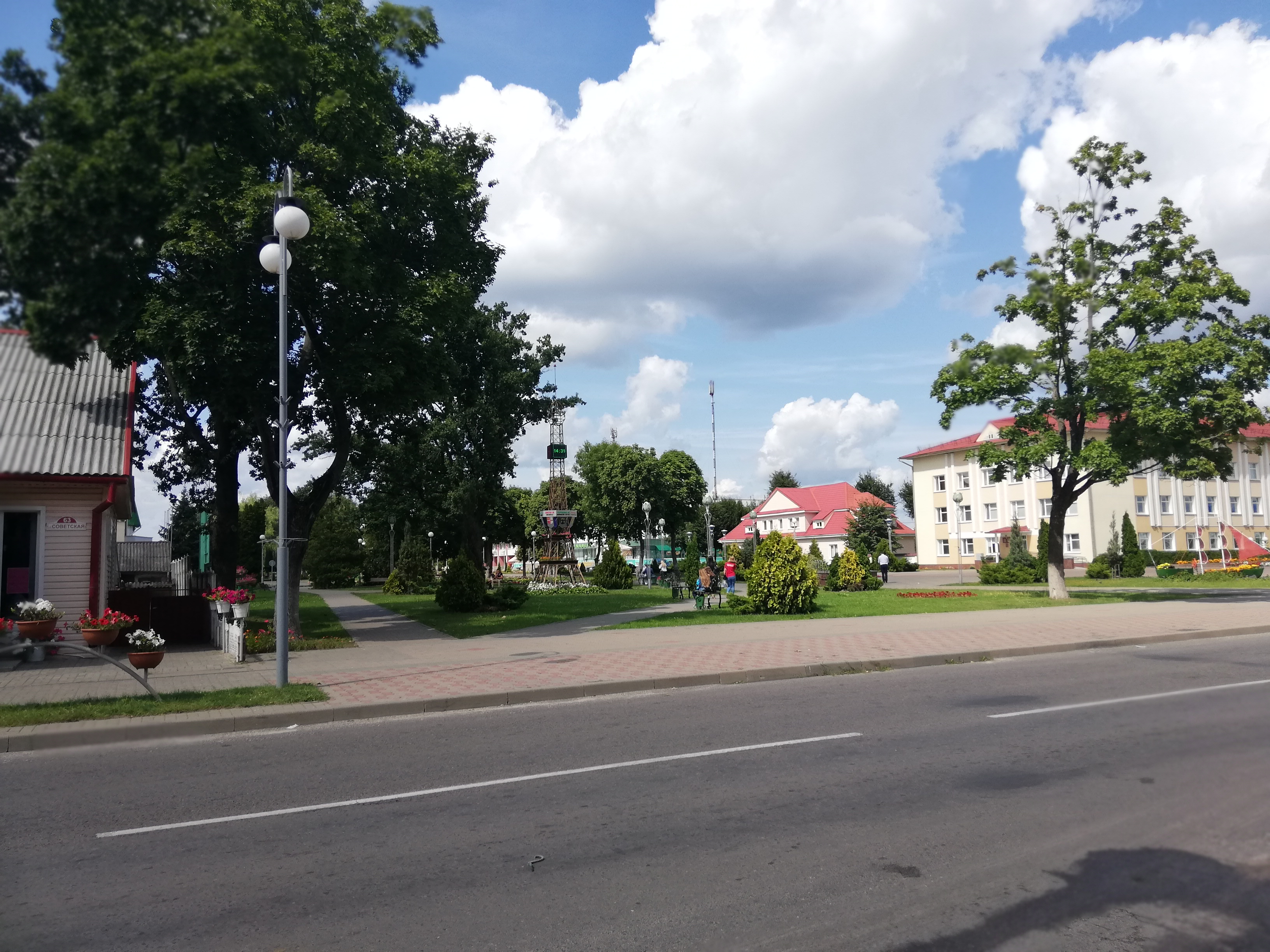
Сквер около площади Ленина
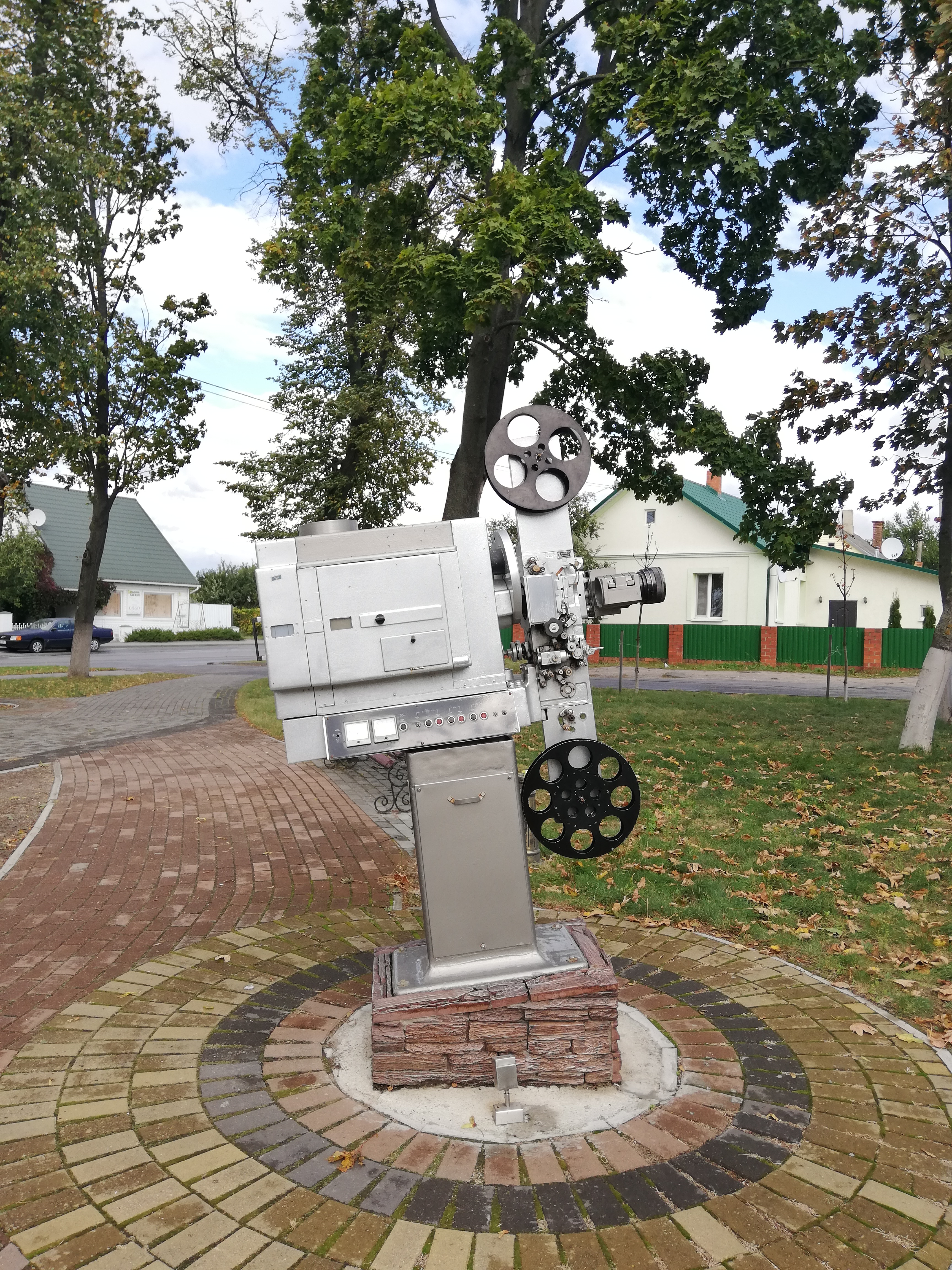
Памятник кинопроектору
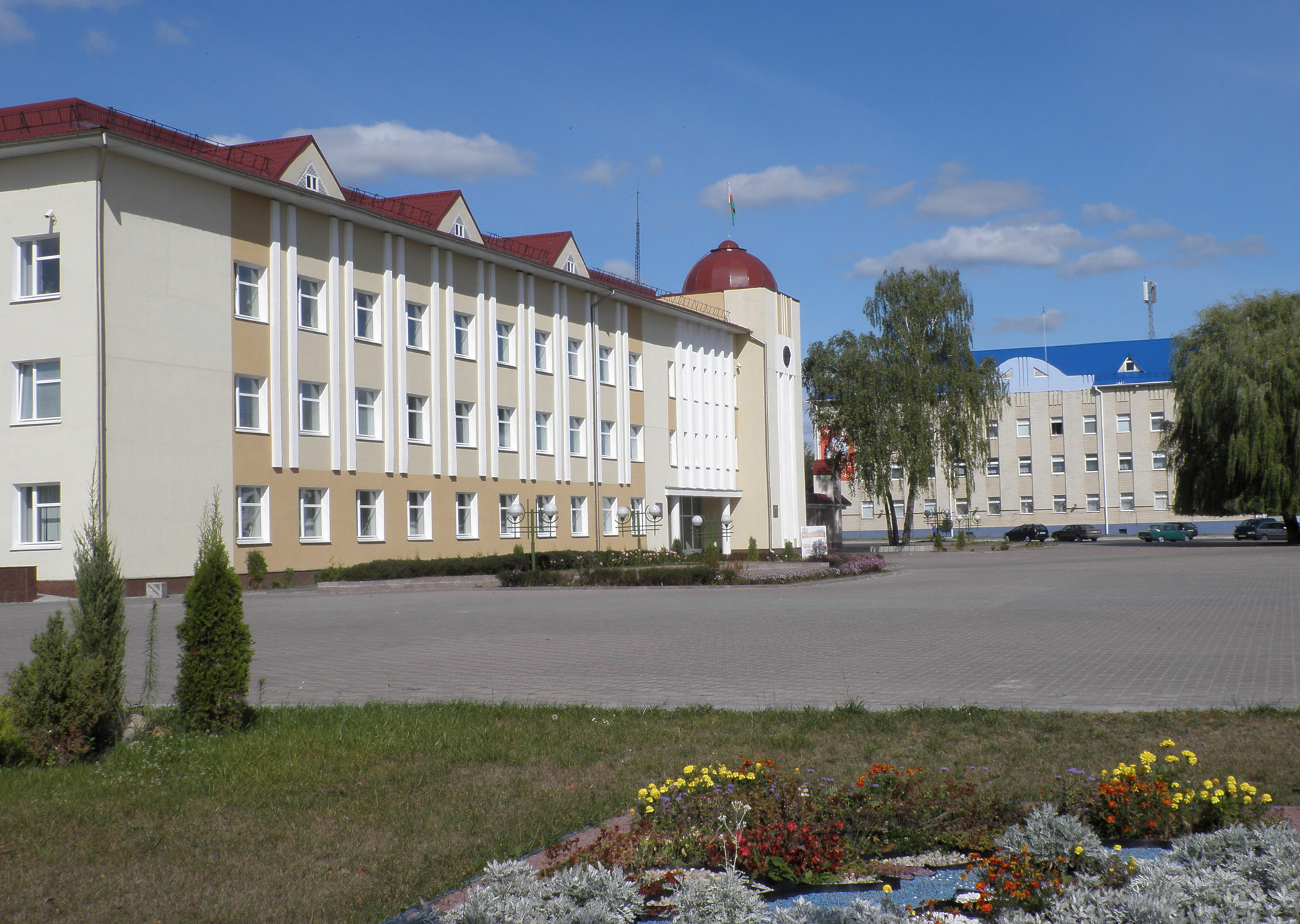
В центре
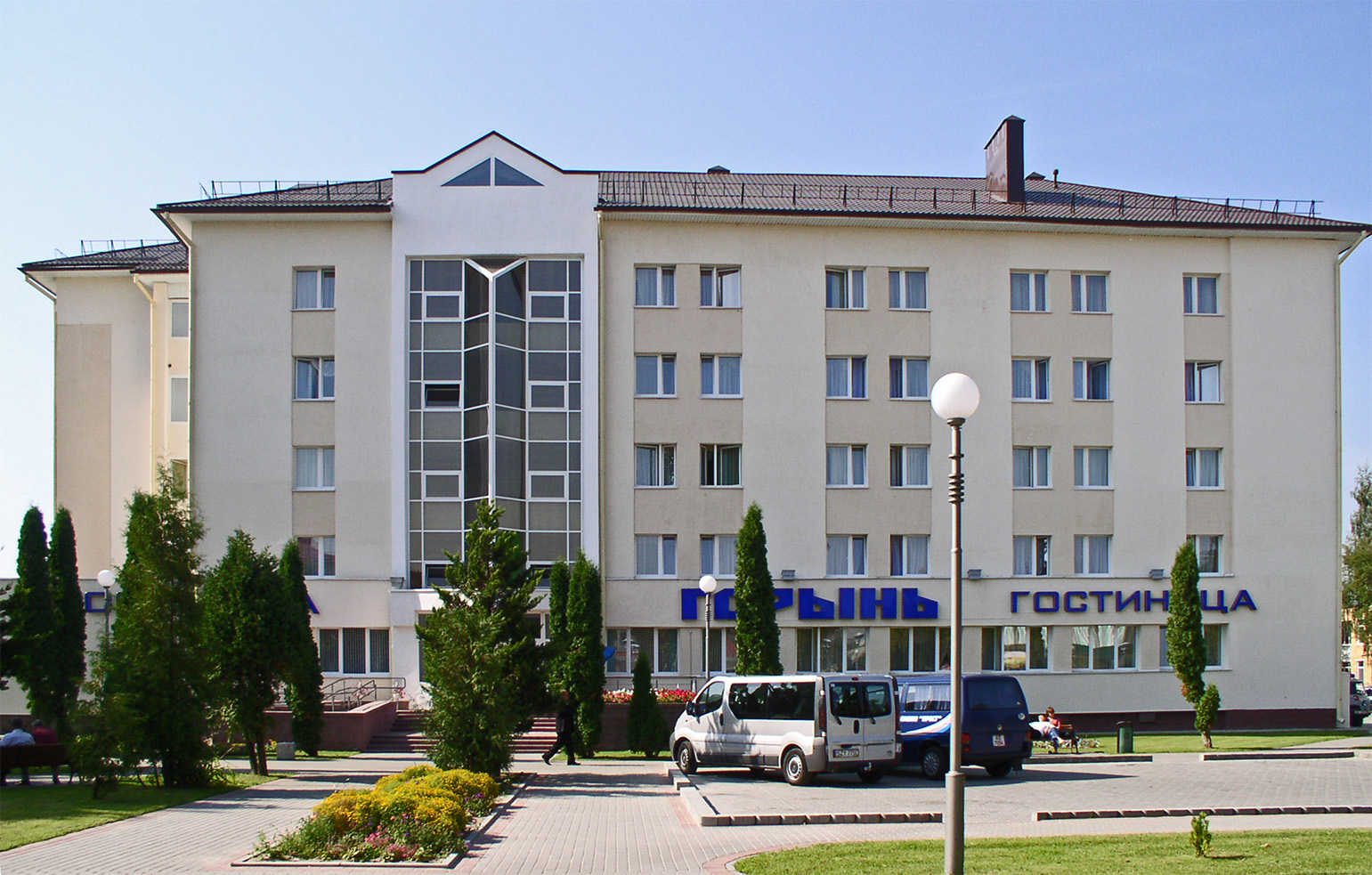
Гостиница

## СМИ
Издаётся районная газета «Навіны Палесся».

## Международное сотрудничество
Города-побратимы:
- Икшкиле (2013)[34]
- Скопин (2014)[35]
- Хомберг
- Здолбунов
- Дубровица
- Живец
- Поромбка
- Яловены